# Scyliorhinus capensis
Scyliorhinus capensis е вид хрущялна риба от семейство Scyliorhinidae. Видът е почти застрашен от изчезване.

## Разпространение
Разпространен е в Намибия и Южна Африка (Западен Кейп, Източен Кейп, Квазулу-Натал и Северен Кейп).